# Corps de garde des Daules
Le corps de garde des Daules ou des Doles est un modèle de corps de garde de l'époque de Vauban, situé en région Bretagne, dans le département d'Ille-et-Vilaine, au nord-ouest de la commune de Cancale.
Il se trouve le long de la côte d'Émeraude, sur la pointe des Daules dont il tire son nom, entre la plage du Verger (à l'est) et la plage du Petit Port (à l'ouest).

## Historique
Entre le XVIIe et le XVIIIe siècle, Cancale est une zone stratégique pendant les guerres entre Français et Anglais. Afin de parer aux tentatives de débarquement anglaises en vue d'attaquer Saint-Malo par la terre, de nombreux éléments défensifs furent érigés sur la côte.
Situé à la pointe des Daules, il s’agit là du dernier corps des gardes de type Vauban construit, en 1740, sur les côtes d’Ille-et-Vilaine. Il offrait aux gardes un abri et un poste de surveillance.
Il se compose d’un bâtiment, abritant une chambre voûtée en berceau, contre lequel est adossé un guettoir de section carrée. On accède au poste de guet par un escalier extérieur.
Restauré en 2012, le bâtiment fait l’objet d’un classement au titre des monuments historiques depuis le 3 mai 1955.

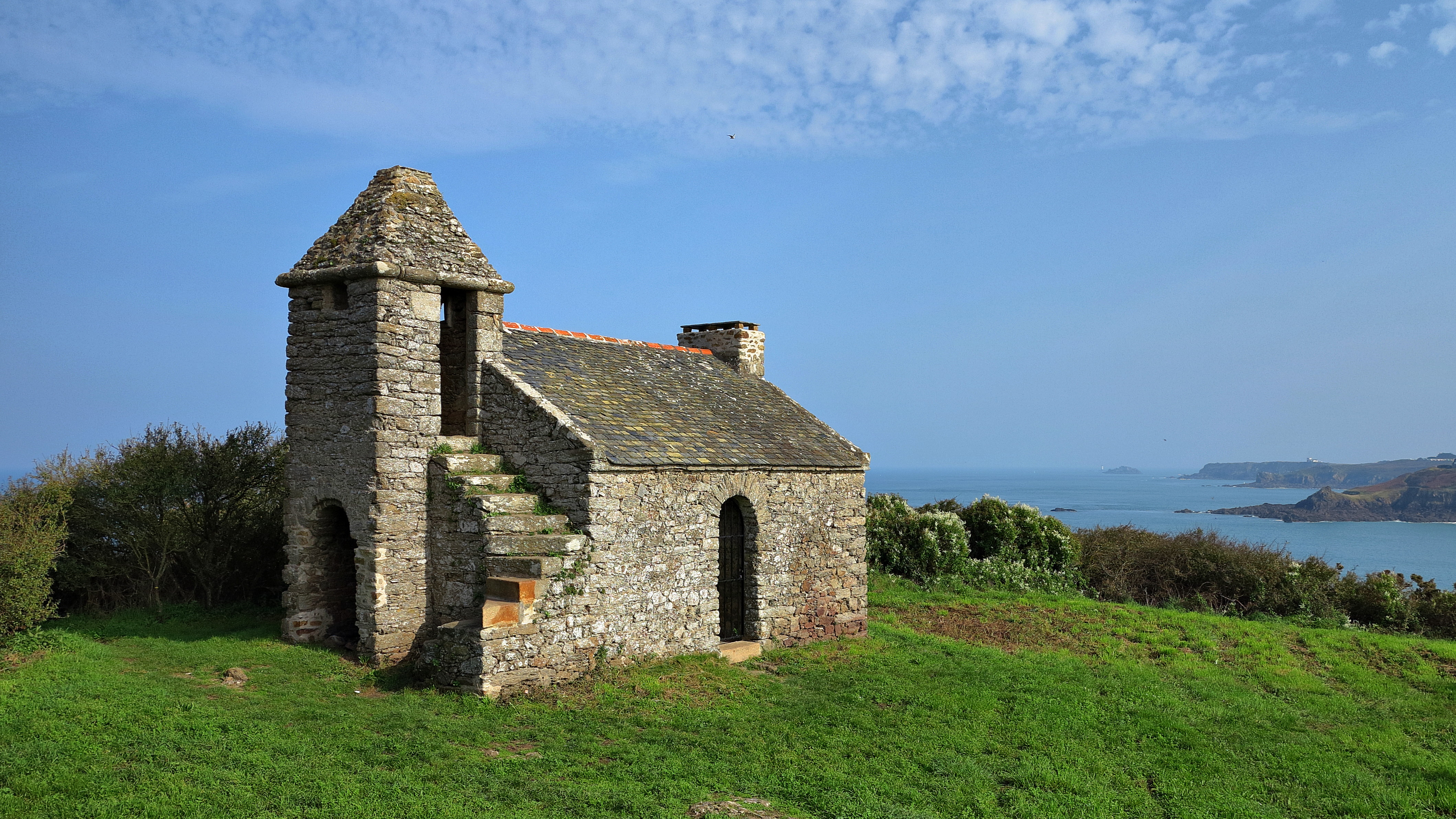
Vue du bâtiment restauré.
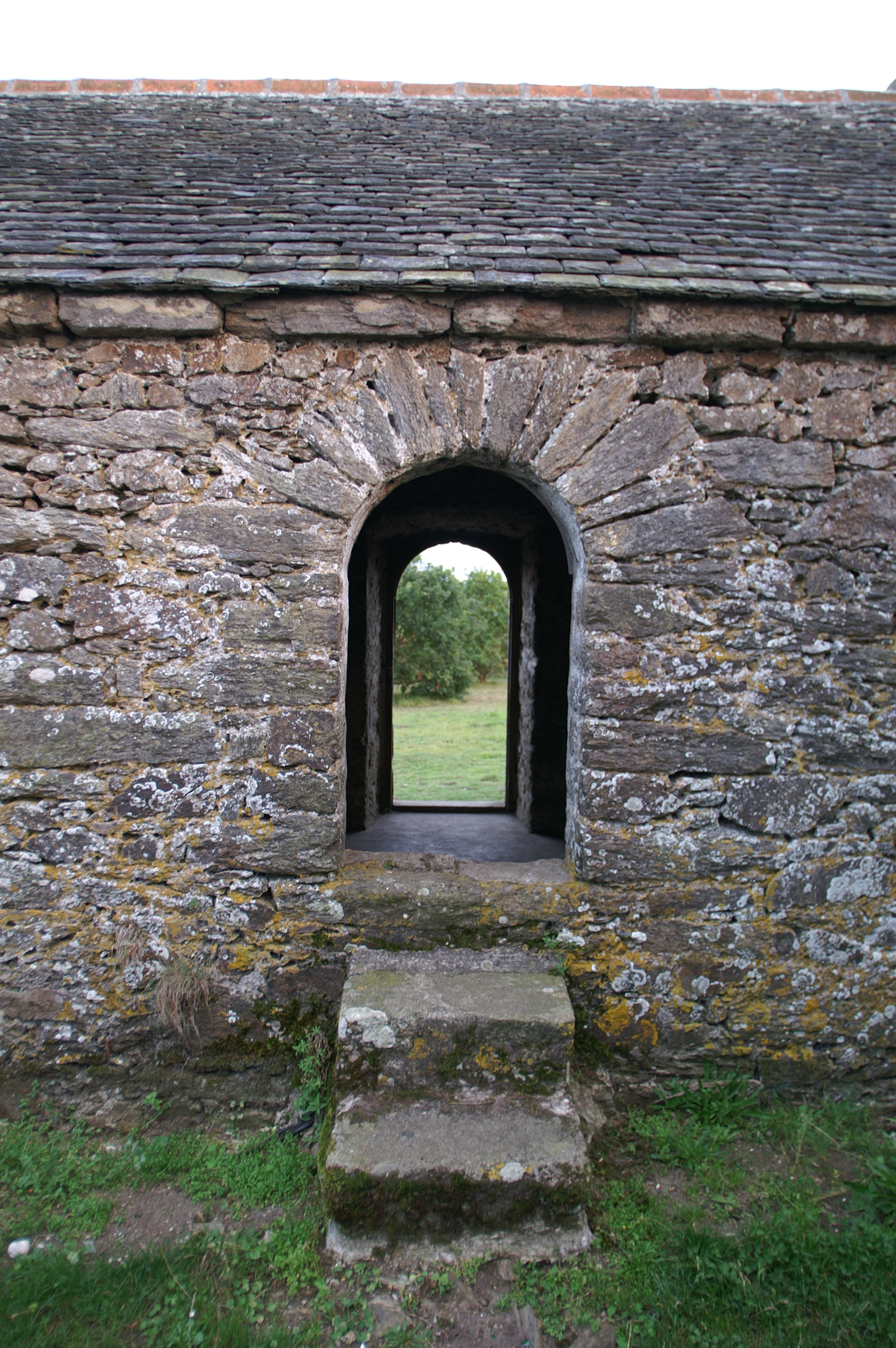
Vue transversale.
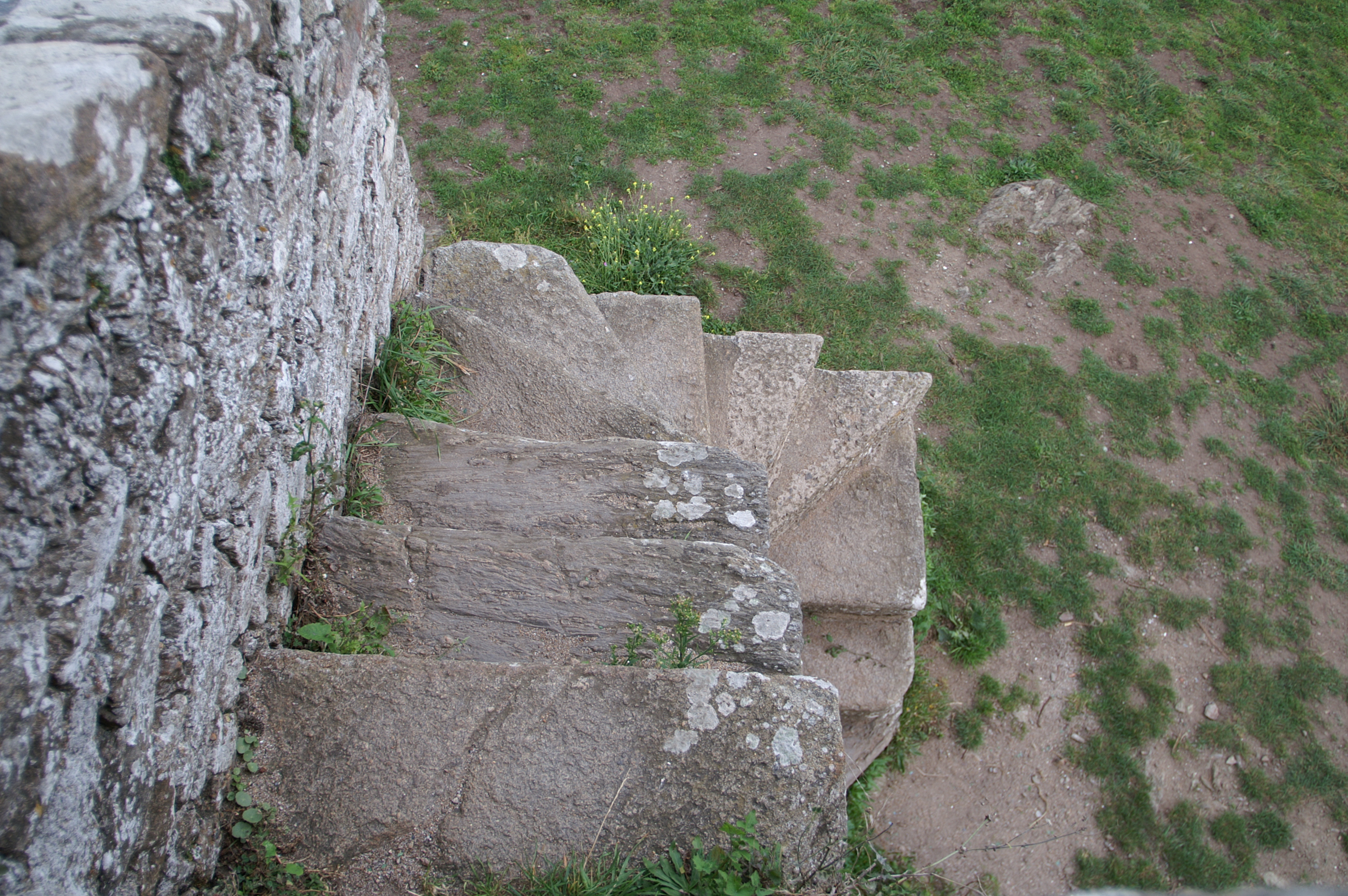
Vue de l’escalier extérieur.